# Ezer világ őre
Az Ezer világ őre a Nevergreen gothic-doom metal együttes ötödik nagylemeze. A Hammer Music gondozásában jelent meg 2002-ben. 
A lemezen (már hagyományosan) helyet kapott egy földolgozás is, mégpedig a Depeche Mode Strange Love című száma.
Érdekesség, hogy a Minden áldozat te légy 5 perces szám, de a végén van 30:35 perc csönd.

## Számlista
| Ezer világ őre 2002 HM | Ezer világ őre 2002 HM                  | Ezer világ őre 2002 HM | Ezer világ őre 2002 HM | Ezer világ őre 2002 HM | Ezer világ őre 2002 HM | Ezer világ őre 2002 HM | Ezer világ őre 2002 HM | Ezer világ őre 2002 HM | Ezer világ őre 2002 HM |
|                        | Cím                                     | Hossz                  |                        |                        |                        |                        |                        |                        |                        |
| ---------------------- | --------------------------------------- | ---------------------- | ---------------------- | ---------------------- | ---------------------- | ---------------------- | ---------------------- | ---------------------- | ---------------------- |
| 1.                     | Minden tegnap                           | 03:48                  |                        |                        |                        |                        |                        |                        |                        |
| 2.                     | A szerelem magányos templomában         | 04:01                  |                        |                        |                        |                        |                        |                        |                        |
| 3.                     | Az alvajáró                             | 04:32                  |                        |                        |                        |                        |                        |                        |                        |
| 4.                     | Ego sum                                 | 05:00                  |                        |                        |                        |                        |                        |                        |                        |
| 5.                     | Az Isten arca                           | 04:49                  |                        |                        |                        |                        |                        |                        |                        |
| 6.                     | Vágyaid őre                             | 04:05                  |                        |                        |                        |                        |                        |                        |                        |
| 7.                     | Arany hajnal                            | 04:02                  |                        |                        |                        |                        |                        |                        |                        |
| 8.                     | Tested rejtsen el                       | 04:21                  |                        |                        |                        |                        |                        |                        |                        |
| 9.                     | Minden áldozat te légy                  | 35:35                  |                        |                        |                        |                        |                        |                        |                        |
| 10.                    | Strange Love (Depeche Mode földolgozás) | 03:38                  |                        |                        |                        |                        |                        |                        |                        |
| 01:13:51               |                                         |                        |                        |                        |                        |                        |                        |                        |                        |

## Közreműködők
- Bob Macura – ének, basszusgitár
- Matláry Miklós – billentyűk
- Rusic Vladimir – gitár
- Szabó Endre – dob